# 邱创成
邱创成（1912年10月17日—1982年2月21日），原名邱桂生，湖南省平江县人，中国人民解放军中将、中华人民共和国第五机械工业部部长。

## 生平

### 民国时期
出生于湖南省平江县安定桥一贫苦农民家庭。后辍学放牛当学徒。1926年，在大革命高潮中，他的师傅和父亲都加入了共产党，在他们的影响加入革命。1927年1月，邱创成加入中国共产党。马日事变后，任平浏游击队通讯员，经常以木工身份作掩护，给地下党送信。1928年7月平江起义后，任红五军二纵队五大队司号员。后跟随彭德怀上井冈山，历任班长、连长、连指导员、团政委，参加了中央苏区历次反围剿战争。1933年3月，入瑞金红军大学学习。结业后于同年7月任红三军团五师十五团政委。广昌战役后，任红三军团供给部政委。1934年10月，参加长征，负责粮食物资筹集。到达陕北后，任第四师供给部长、红军前敌总指挥部特务团政委，参加了东征战役。
抗日战争爆发后，1937年10月奉命到山西前线组建八路军炮兵团任政委，与团长武亭通力合作，于1938年1月28日在山西临汾刘村镇正式成立了八路军炮兵团。随后率部西渡黄河，转移到陕西洛川整训。1938年8月，他率部配合115师在汾(阳)离(石)公路附近伏击日军，取得了炮兵团成立后的第一仗胜利。此外他重视炮兵于部的培养，从抗大五、六期学员中选拔了200名青年知识分子充实到炮兵团，编建了教导营，专门培训初、中级炮兵指挥员。1940年8月至10月，他率部参加了百团大战。1940年10月返回延安，担负保卫党中央、保卫边区的重任。
1944年11月，奉命与军委第一局局长郭化若一道组建延安炮校，任政委，郭化若任校长。第一期培训了1000名学员，分配到五个炮兵团担任各级骨干。1945年9月，与朱瑞率炮校开赴东北，建立了东北民主联军炮兵司令部，任炮兵司令部政委。从炮校派出500多名干部到各部队，培养骨干，正式组建解放军最早的一支高射炮部队。到1947年3月，共组建炮兵连160个，在历次重大战役中发挥了巨大作用。1948年后，历任东北军区炮兵司令部政委、炮兵纵队政治委员、第四野战军兼华中军区特种兵司令部副政委，率部参加了辽沈战役和平津战役。

### 共和国时期
1950年8月，中国人民解放军炮兵正式建立，任副政委。同年10月，任中国人民志愿军炮兵政委，率部入朝作战，参加了第一、二、三次战役。年底归国后任炮兵副政委，全力投入炮兵建设，先后组建了炮兵学校、机械学校。1952年8月，入高等军事学院学习并兼任速成系主任。1955年，被授予中将军衔，获二级八一勋章、一级独立自由勋章、一级解放勋章。1959年10月，任中国人民解放军炮兵司令员。1960年组建了中国人民解放军炮兵工程学院、中国人民解放军炮兵科学技术研究院及中国人民解放军炮兵技术学院。
1963年9月，邱创成调任国务院第五机械工业部部长、党组书记。1969年4月，在中共九大上当选为中央委员。他是第三届国防委员会委员。1970年12月重返部队，任总后勤部副部长。1982年2月21日在北京逝世，终年70岁。